# Helenin (Ukraina)
Helenin (ukr. Оленине, Ołenyne) – wieś na Ukrainie, w obwodzie wołyńskim, w rejonie koszyrskim, nad rzeką Stochód, siedziba administracyjna rady wiejskiej. W 2001 roku liczyła 1057 mieszkańców.

## Historia
W XIX wieku wieś wchodziła w skład powiecie kowelskim w guberni wołyńskiej Imperium Rosyjskiego.
W okresie międzywojennym Helenin należał do gminy Borowno w powiecie kowelskim, w województwie wołyńskim, a następnie w powiecie koszyrskim, w województwie poleskim.
Według spisu powszechnego z 1921 roku po I wojnie światowej mieszkało tu 505 prawosławnych deklarujących się jako Białorusini.
W czasie II wojny światowej Helenin znalazł się w granicach ZSRR: od 1940 roku w rejonie koszyrskim Ukraińskiej SRR. W latach 1941–1944 pod okupacją niemiecką (Komisariat Rzeszy Ukraina).
W czasach radzieckich nazwę miejscowości zmieniono na Ołenyno. Wtedy też zwiększyła się liczba ludności wsi w wyniku przesiedlenia mieszkańców z sąsiednich chutorów w ramach polityki konsolidacji punktów osadniczych.
W 1991 roku miejscowość znalazła się w granicach niepodległej Ukrainy.
Na terenie wsi znaleziono ślady osadnictwa z epoki brązu datowane na XVIII–VIII wiek p.n.e. i łączone z tzw. kulturą gródecko-zdołbicką (wschodni wariant kultury protomierzanowickiej).